# Dicranomyia (Dicranomyia) etnurra
Dicranomyia (Dicranomyia) etnurra is een tweevleugelige uit de familie steltmuggen (Limoniidae). De soort komt voor in het Australaziatisch gebied.